# إيفان أرتيبولي
إيفان أرتيبولي (بالإيطالية: Ivan Artipoli)‏ (مواليد 24 مارس 1986 في بسكارا - إيطاليا) لاعب كرة قدم إيطالي يلعب حاليا لصالح نادي الدرجة الأولى لاتسيو الإيطالي منذ 2007 في مركز قلب الدفاع .

## وصلات خارجية
- إيفان أرتيبولي على موقع قاعدة بيانات كرة القدم.إي يو (الإنجليزية)
- إيفان أرتيبولي على موقع Soccerway.com (الإنجليزية)
- إيفان أرتيبولي على موقع عالم كرة القدم.نت (الإنجليزية)
- إيفان أرتيبولي على موقع GSA (الإنجليزية)